# Ondřej Trojan

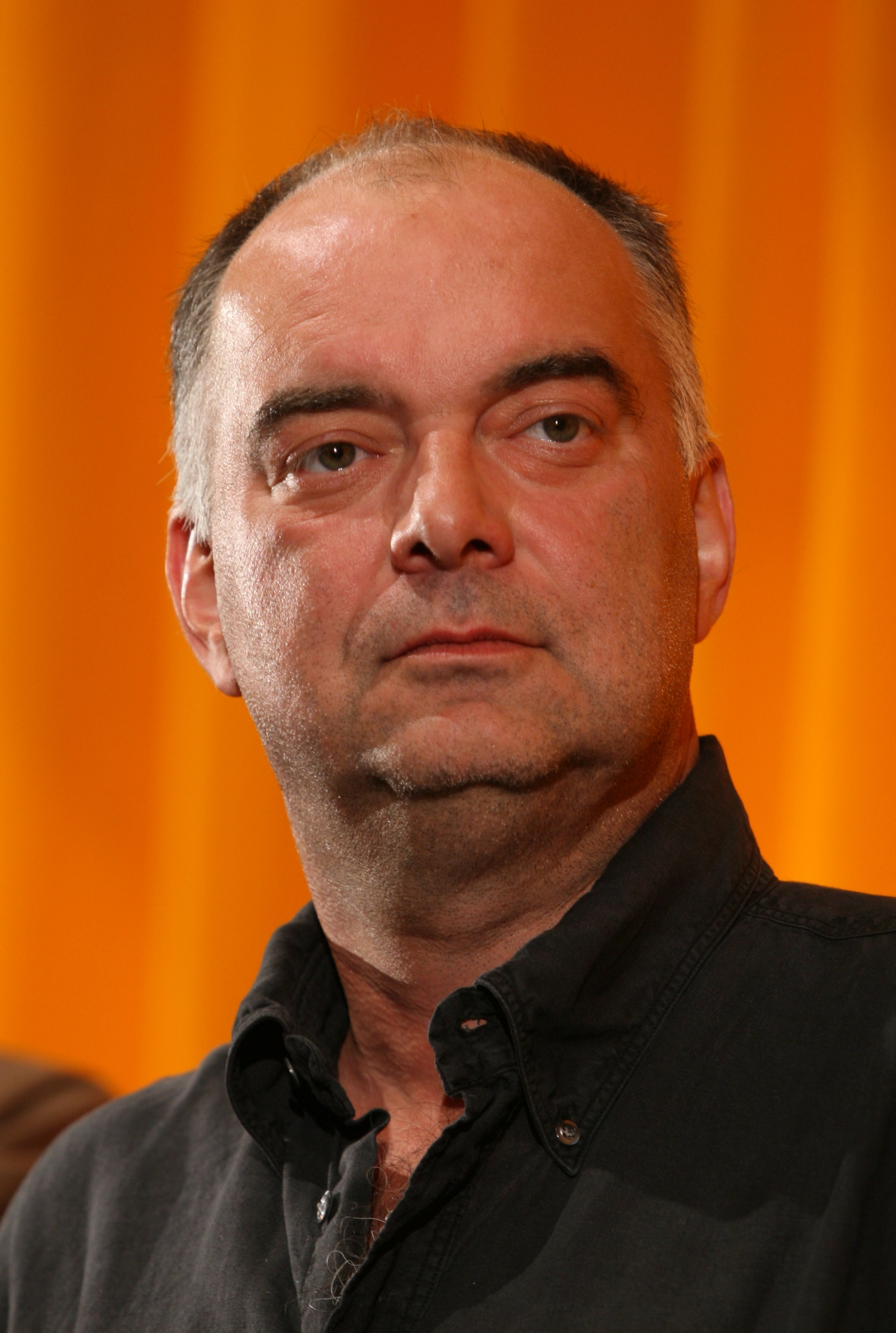
Ondřej Trojan 2008

Ondřej Trojan (* 31. Dezember 1959 in Prag) ist ein tschechischer Filmproduzent und -regisseur.

## Leben
Trojan entstammt seiner Schauspielerfamilie: Sein Vater ist Darsteller Ladislav Trojan (1932–2022) und auch Trojans jüngerer Bruder Ivan Trojan wurde als Schauspieler bekannt. Nach Ende seiner Schulzeit 1979 studierte Trojan zunächst Erziehungswissenschaften mit Schwerpunkt Mathe und Physik an der Karls-Universität Prag, brach sein Studium nach ca. vier Jahren aber ab. Er konzentrierte sich auf das Theater, spielte im Theater Divadle Sklep und kam schließlich auf Rat von Kollegen zum Film. Im Studio Barrandov war Trojan zunächst zwei Jahre lang als Requisiteur tätig und studierte schließlich von 1985 bis 1991 an der Film- und Fernsehfakultät der Akademie der Musischen Künste Film- und Fernsehregie.
Er debütierte 1991 mit der Jugendkomödie Pějme píseň dohola, die er bereits während seines Studiums gedreht hatte, als Regisseur. Dabei besetzte er die damals 13-jährige Anna Geislerová, als deren Entdecker er gilt, in der Rolle der Tráva. Im Folgejahr gründete er mit Tomáš Hanák und Jiří Fero Burda, mit denen er am Divadle Sklep gespielt hatte, die Filmproduktionsfirma HelpArt T.H.A. Trojan produzierte mit HelpArt T.H.A. im Jahr 2000 Jan Hřebejks Film Wir müssen zusammenhalten, der 2001 für einen Oscar in der Kategorie Bester fremdsprachiger Film nominiert wurde, sowie weitere Filme Hřebejks (u. a. Kuschelnester, Pupendo, Horem pádem). Ebenfalls eine Oscarnominierung in der Kategorie Bester fremdsprachiger Film erhielt Ondrejs zweiter Kinofilm Zelary nach einer Geschichte von Květa Legátová, bei dem er Regie führte und den er auch mitproduzierte. Gelegentlich tritt Trojan auch als Schauspieler vor die Kamera.

## Filmografie (Auswahl)
Wenn nicht anders angegeben, als Produzent:
- 1991: Pějme píseň dohola – nur Regie
- 1999: Kuschelnester (Pelíšky)
- 2000: Wir müssen zusammenhalten (Musíme si pomáhat)
- 2000: Cesta z mesta – auch Drehbuch, Darsteller
- 2002: Kruté radosti
- 2003: Pupendo
- 2003: Zelary – auch Regisseur
- 2004: Horem pádem
- 2006: Kráska v nesnázích
- 2007: Medvídek
- 2008: U mě dobrý
- 2009: El Paso
- 2010: Der Personalausweis (Občanský průkaz) – auch Regie
- 2013: Jako nikdy

## Auszeichnungen (Auswahl)
- 2000: Nominierung Český lev, Bester Film, für Pelíšky
- 2004: Nominierung Český lev, Beste Regie, für Zelary
- 2011: Nominierung Český lev, Beste Regie, für Občanský průkaz
- 2014: Nominierung Český lev, Bester Film, für Jako nikdy